# Rhizaxinella dichotoma
Rhizaxinella dichotoma är en svampdjursart som beskrevs av Claude Lévi 1993. Rhizaxinella dichotoma ingår i släktet Rhizaxinella och familjen Suberitidae.
Artens utbredningsområde är havet kring Nya Kaledonien. Inga underarter finns listade i Catalogue of Life.